# 케장 왕모
케장 왕모(Kezang Wangmo)는 부탄의 배우이다.

## 영화
- 나그네와 마술사